# Giuseppe Fiorini

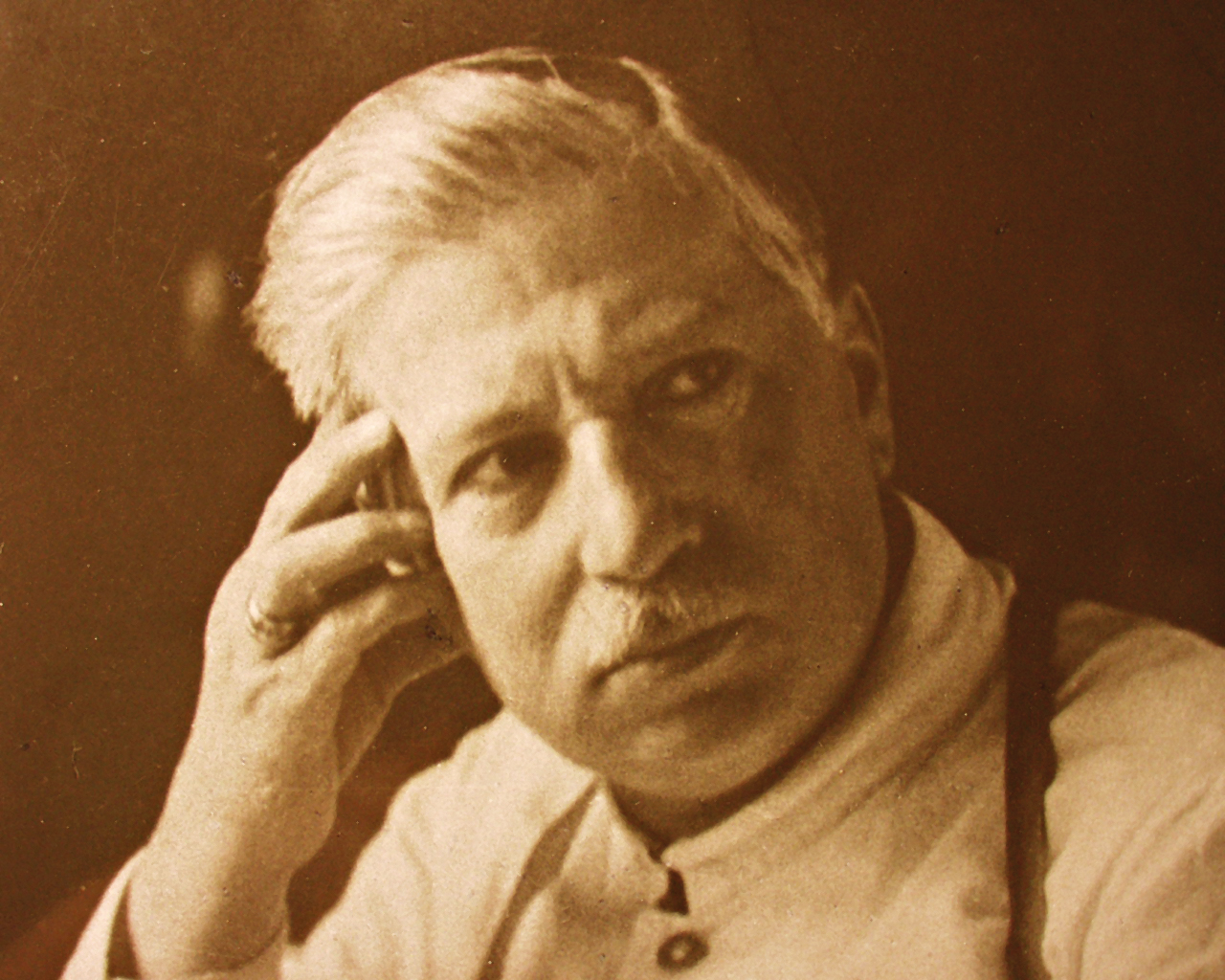
Giuseppe Fiorini (um 1920)

Giuseppe Fiorini (* 27. September 1861 in Bazzano; †  24. Januar 1934 in München) war ein italienisch-deutscher Geigenbauer.

## Leben

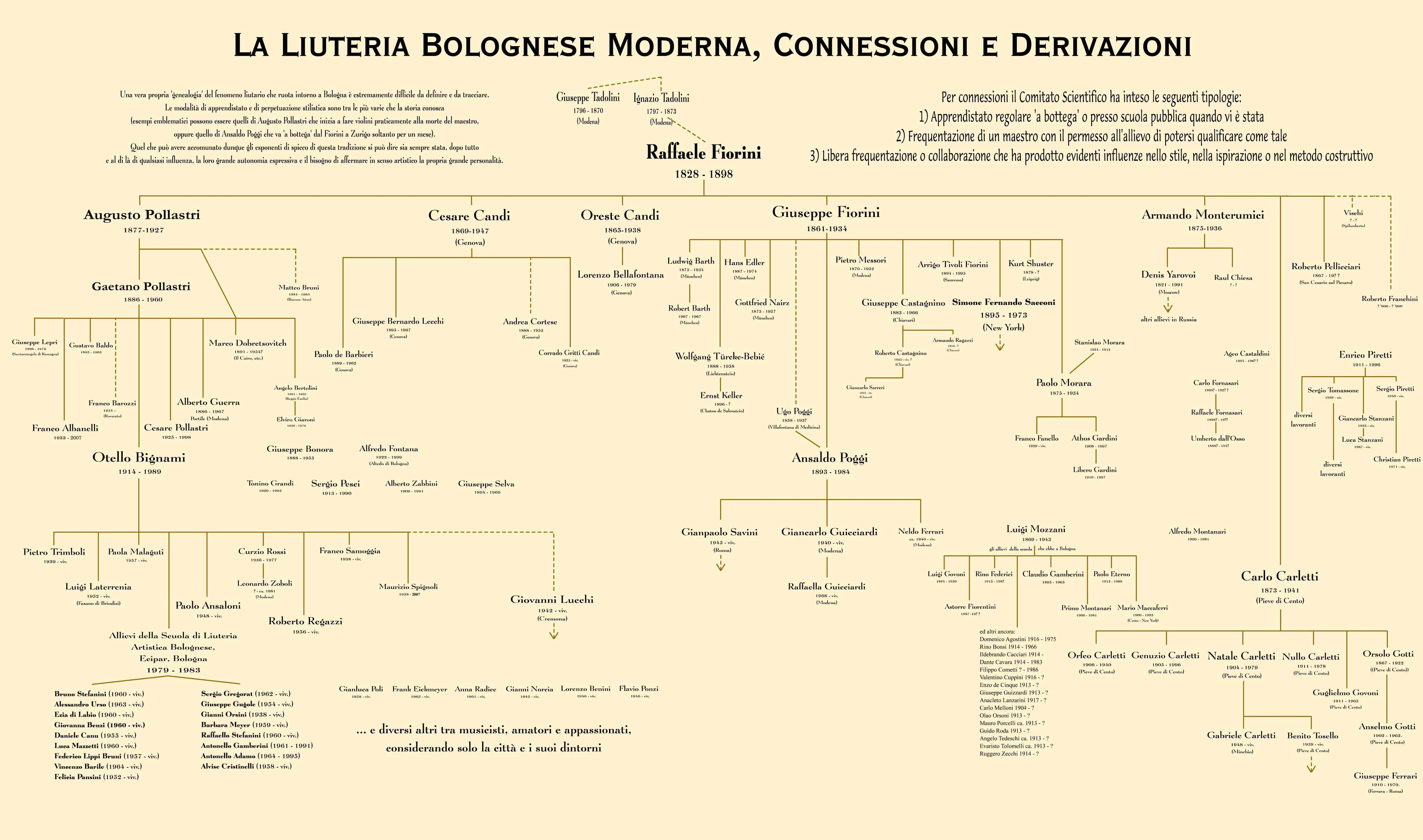
Panoramica Liuteria Bolognese Moderna

Giuseppe Fiorini, Sohn von Raffaele Fiorini (1828–1898) zog mit seinen Eltern 1867 nach Bologna und erhielt dort eine umfangreiche Schulbildung. Er erlernte ab Ende 1876 bei seinem Vater das Geigenbauhandwerk. 1881 machte er sich selbstständig. Er führte vorwiegend Reparaturen durch, baute Violoncelli und handelte mit alten Meisterwerken, um eine Konkurrenzsituation mit seinem Vater zu vermeiden. Nach wiederholten Reisen nach Deutschland heiratete er die Tochter von Andreas Rieger in München und führte dessen Geschäft erst unter Rieger & Fiorini, dann ab 1899 unter Giuseppe Fiorini. An seinem neuen Heimatort beschäftigte er sich ausschließlich mit dem Neubau von Violinen und mit dem Handel von alten Meistergeigen. Wegen des Ersten Weltkrieges verlegte er im Mai 1915 seine Werkstatt nach Zürich. 1923 zog er mit seiner Firma nach Rom, kurz danach nach Bologna und kehrte 1928 nach München zurück, wo er sich zur Ruhe setzte.

Der Autor Johannes Martin Schupp veröffentlichte um 1934 einen Roman über das Leben eines fiktiven Geigenbauers namens Josephus Florenus: Der verlorene Klang – Eines Geigenbauers Glück und Not, der sich aber weitgehend an der realen Biographie von Fiorini orientierte.

## Baustil und Bedeutung
Seine Instrumente, die er komplett selbst fertigte, weisen einen typischen italienischen Charakter auf und entsprechen keinen historischen Vorbildern. Er hat mehr als 500 Instrumente gebaut. Er wurde als profunder Geigenkenner geschätzt und war Mitbegründer und Vorstandsbeisitzer des Deutschen Geigenmacherverbandes, sowie Obmann der Sachverständigenkommission für die Beurteilung alter Instrumente.
In seinen letzten Jahren konnte er die Stradivarisammlung des Count Ignazio Alessandro Cozio di Salabue (1755–1840) für 100.000 Lire erwerben. Die Sammlung enthielt außer mehreren Instrumenten auch Werkzeuge, Modelle, Handschriften, Vorschriften für die Grundierung und Lackrezepte. Er vermachte 1930 diese Sammlung der Stadt Cremona, wo sie heute im Museo del Violino besichtigt werden kann.